# Extreme E-Saison 2023
Die Extreme E-Saison 2023 war die dritte Saison der Rennserie Extreme E, in der elektrisch angetriebene SUVs im Turniermodus gegeneinander antraten. Sie begann am 11. März in Neom (Saudi-Arabien) und endete am 3. Dezember in Antofagasta (Chile). Die Saison bestand aus fünf Rennwochenenden mit je zwei Läufen, die im Nahen Osten, in Europa sowie Südamerika ausgetragen wurden.

## Teams und Fahrer
Jedes Team bestand aus einem weiblichen und einem männlichen Fahrer, die ihren Rennwagen abwechselnd steuern mussten. Zusätzlich konnten alle Teams auf zwei Championship Driver zurückgreifen, die sich bei allen Rennen in Bereitschaft befanden.
Carl Cox Motorsport stieg mit Christine Giampaoli Zonca und Timo Scheider in die Rennserie ein. „Christine GZ“ begann die erste Saison bei XITE Energy Racing und wechselte danach zu Veloce Racing. Timo Schneider war bereits Championship Driver  in der ersten Saison, kam dort aber nicht zum Einsatz.
Mikaela Åhlin-Kottulinsky und Johan Kristoffersson traten erneut für Rosberg X Racing an.
Für No. 99 GMC HUMMER EV Chip Ganassi Racing wurden Amanda Sorensen und RJ Anderson verpflichtet. Anderson vertrat bereits den verhinderten Kyle LeDuc beim Finalrennen in der vorangegangenen Saison.
Für den verletzten Carlos Sainz kam Mattias Ekström neben Teamkollegin Laia Sanz für acciona | Sainz Extreme E Team zum Einsatz. Ekström bestritt die erste Saison bereits für ABT Cupra XE. Dort ersetzte Klara Andersson Jutta Kleinschmidt.
JBXE gab mit Heikki Kovalainen einen Neuzugang in der Rennserie bekannt, der jedoch nur beim Saisonauftakt antrat und anschließend durch Andreas Bakkerud ersetzt wurde. Seine Teamkollegin wurde Hedda Hosås, die als Championship Driver Christine GZ bei Veloce Racing vertrat und ab dann Stammfahrerin wurde.
Zum Island X Prix kam es bei ABT Cupra zu einem Fahrerwechsel. Für den an dem Baja Cross Country World Cup teilnehmenden Nasser Al-Attiyah bestreitet der ehemalige X44-Pilot und mehrfache Extreme-E-Sieger Sébastien Loeb an der Seite von Klara Andersson den X Prix. Auch bei Carl Cox Motorsport gab es einen Wechsel: Lia Block, der Tochter von Ken Block, ersetzte Giampaoli-Zonca.
Beim Saisonfinale ersetzte Hosås die verletzte Emma Gilmour bei McLaren. JBXE setzte anstelle von Hosås Championship Driver Tamara Molinaro ein. Auch bei ABT Cupra gab es einen erneuten Fahrerwechsel: Adrien Tambay fuhr anstelle von Loeb.
| Team                                     | Nr.                 | Fahrer                    | Rennen          |
| ---------------------------------------- | ------------------- | ------------------------- | --------------- |
| ABT Cupra XE                             | 125                 | Nasser Al-Attiyah         | 1–4             |
| ABT Cupra XE                             | 125                 | Klara Andersson           | 1–10            |
| ABT Cupra XE                             | 125                 | Sébastien Loeb            | 5–8             |
| ABT Cupra XE                             | 125                 | Adrien Tambay             | 9, 10           |
| acciona \| Sainz Extreme E Team          | 055                 | Mattias Ekström           | 1–10            |
| acciona \| Sainz Extreme E Team          | 055                 | Laia Sanz                 | 1–10            |
| Andretti Altawkilat Extreme E            | 023                 | Timmy Hansen              | 1–10            |
| Andretti Altawkilat Extreme E            | 023                 | Catie Munnings            | 1–10            |
| Carl Cox Motorsport                      | 08                  | Lia Block                 | 5–10            |
| Carl Cox Motorsport                      | 08                  | Christine Giampaoli Zonca | 1–4             |
| Carl Cox Motorsport                      | 08                  | Timo Scheider             | 1–10            |
| No. 99 GMC HUMMER EV Chip Ganassi Racing | 099                 | RJ Anderson               | 1–10            |
| No. 99 GMC HUMMER EV Chip Ganassi Racing | 099                 | Amanda Sorensen           | 1–10            |
| McLaren Extreme E                        | 058                 | Tanner Foust              | 1–10            |
| McLaren Extreme E                        | 058                 | Emma Gilmour              | 1–6             |
| McLaren Extreme E                        | 058                 | Hedda Hosås               | 9, 10           |
| JBXE                                     | 022                 | Andreas Bakkerud          | 3–10            |
| JBXE                                     | 022                 | Hedda Hosås               | 1–8             |
| JBXE                                     | 022                 | Heikki Kovalainen         | 1, 2            |
| Rosberg X Racing                         | 06                  | Mikaela Åhlin-Kottulinsky | 1–10            |
| Rosberg X Racing                         | 06                  | Johan Kristoffersson      | 1–10            |
| Veloce Racing                            | 05                  | Kevin Hansen              | 1–10            |
| Veloce Racing                            | 05                  | Molly Taylor              | 1–10            |
| X44 Vida Carbon Racing                   | 044                 | Cristina Gutiérrez        | 1–10            |
| X44 Vida Carbon Racing                   | 044                 | Fraser McConell           | 1–10            |
| Championship Driver                      | Championship Driver | Andreas Bakkerud          |                 |
| Championship Driver                      | Championship Driver | Tamara Molinaro           | 7MCL 9, 10 JBXE |
| Championship Driver                      | Championship Driver | Carlos Sainz senior       |                 |

## Rennkalender
Die Veranstaltungen wurden in Anlehnung an Grands Prix X Prix genannt. Alle Rennen finden in unterschiedlichen Regionen statt, um auf die dortigen Auswirkungen des Klimawandels aufmerksam zu machen.
| Nr. | Datum         | Veranstaltung (Austragungsort) | Sieger                                         | Zweiter                                        | Dritter                                        | Continental Traction Challenge           | Gesamtführung                   | Gesamtführung                                  |
| Nr. | Datum         | Veranstaltung (Austragungsort) | Sieger                                         | Zweiter                                        | Dritter                                        | Continental Traction Challenge           | Team                            | Fahrer                                         |
| --- | ------------- | ------------------------------ | ---------------------------------------------- | ---------------------------------------------- | ---------------------------------------------- | ---------------------------------------- | ------------------------------- | ---------------------------------------------- |
| 1   | 11. März      | Desert X Prix ( Neom)          | Veloce Racing                                  | acciona \| Sainz Extreme E Team                | Rosberg X Racing                               | acciona \| Sainz Extreme E Team          | Veloce Racing                   | Kevin Hansen Molly Taylor                      |
| 1   | 11. März      | Desert X Prix ( Neom)          | Kevin Hansen Molly Taylor                      | Mattias Ekström Laia Sanz                      | Johan Kristoffersson Mikaela Åhlin-Kottulinsky | acciona \| Sainz Extreme E Team          | Veloce Racing                   | Kevin Hansen Molly Taylor                      |
| 2   | 12. März      | Desert X Prix ( Neom)          | Sainz Extreme E Team                           | Veloce Racing                                  | Rosberg X Racing                               | X44 Vida Carbon Racing                   | Veloce Racing                   | Kevin Hansen Molly Taylor                      |
| 2   | 12. März      | Desert X Prix ( Neom)          | Mattias Ekström Laia Sanz                      | Kevin Hansen Molly Taylor                      | Johan Kristoffersson Mikaela Åhlin-Kottulinsky | X44 Vida Carbon Racing                   | Veloce Racing                   | Kevin Hansen Molly Taylor                      |
| 3   | 13. Mai       | Hydro X Prix ( Sanquhar)       | X44 Vida Carbon Racing                         | Genesys Andretti United Extreme E              | Carl Cox Motorsport                            | acciona \| Sainz Extreme E Team          | acciona \| Sainz Extreme E Team | Mattias Ekström Laia Sanz                      |
| 3   | 13. Mai       | Hydro X Prix ( Sanquhar)       | Fraser McConell Cristina Gutiérrez             | Timmy Hansen Catie Munnings                    | Timo Scheider Christine Giampaoli Zonca        | acciona \| Sainz Extreme E Team          | acciona \| Sainz Extreme E Team | Mattias Ekström Laia Sanz                      |
| 4   | 14. Mai       | Hydro X Prix ( Sanquhar)       | Veloce Racing                                  | McLaren Extreme E                              | No. 99 GMC HUMMER EV Chip Ganassi Racing       | Veloce Racing                            | Veloce Racing                   | Kevin Hansen Molly Taylor                      |
| 4   | 14. Mai       | Hydro X Prix ( Sanquhar)       | Kevin Hansen Molly Taylor                      | Tanner Foust Emma Gilmour                      | RJ Anderson Amanda Sorensen                    | Veloce Racing                            | Veloce Racing                   | Kevin Hansen Molly Taylor                      |
| 5   | 8. Juli       | Island X Prix ( Sardinien)     | Rosberg X Racing                               | acciona \| Sainz Extreme E Team                | No. 99 GMC HUMMER EV Chip Ganassi Racing       | acciona \| Sainz Extreme E Team          | acciona \| Sainz Extreme E Team | Kevin Hansen Molly Taylor                      |
| 5   | 8. Juli       | Island X Prix ( Sardinien)     | Johan Kristoffersson Mikaela Åhlin-Kottulinsky | Mattias Ekström Laia Sanz                      | RJ Anderson Amanda Sorensen                    | acciona \| Sainz Extreme E Team          | acciona \| Sainz Extreme E Team | Kevin Hansen Molly Taylor                      |
| 6   | 9. Juli       | Island X Prix ( Sardinien)     | Rosberg X Racing                               | acciona \| Sainz Extreme E Team                | Genesys Andretti United Extreme E              | No. 99 GMC HUMMER EV Chip Ganassi Racing | acciona \| Sainz Extreme E Team | Johan Kristoffersson Mikaela Åhlin-Kottulinsky |
| 6   | 9. Juli       | Island X Prix ( Sardinien)     | Johan Kristoffersson Mikaela Åhlin-Kottulinsky | Mattias Ekström Laia Sanz                      | Timmy Hansen Catie Munnings                    | No. 99 GMC HUMMER EV Chip Ganassi Racing | acciona \| Sainz Extreme E Team | Johan Kristoffersson Mikaela Åhlin-Kottulinsky |
| 7   | 16. September | Island X Prix II ( Sardinien)  | acciona \| Sainz Extreme E Team                | ABT Cupra XE                                   | Veloce Racing                                  | Andretti Altawkilat Extreme E            | acciona \| Sainz Extreme E Team | Mattias Ekström Laia Sanz                      |
| 7   | 16. September | Island X Prix II ( Sardinien)  | Mattias Ekström Laia Sanz                      | Sébastien Loeb Klara Andersson                 | Kevin Hansen Molly Taylor                      | Andretti Altawkilat Extreme E            | acciona \| Sainz Extreme E Team | Mattias Ekström Laia Sanz                      |
| 8   | 17. September | Island X Prix II ( Sardinien)  | X44 Vida Carbon Racing                         | Rosberg X Racing                               | ABT Cupra XE                                   | No. 99 GMC HUMMER EV Chip Ganassi Racing | acciona \| Sainz Extreme E Team | Johan Kristoffersson Mikaela Åhlin-Kottulinsky |
| 8   | 17. September | Island X Prix II ( Sardinien)  | Fraser McConell Cristina Gutiérrez             | Johan Kristoffersson Mikaela Åhlin-Kottulinsky | Sébastien Loeb Klara Andersson                 | No. 99 GMC HUMMER EV Chip Ganassi Racing | acciona \| Sainz Extreme E Team | Johan Kristoffersson Mikaela Åhlin-Kottulinsky |
| 9   | 2. Dezember   | Copper X Prix ( Calama)        | Rosberg X Racing                               | acciona \| Sainz Extreme E Team                | X44 Vida Carbon Racing                         | Rosberg X Racing                         | Rosberg X Racing                | Johan Kristoffersson Mikaela Åhlin-Kottulinsky |
| 9   | 2. Dezember   | Copper X Prix ( Calama)        | Johan Kristoffersson Mikaela Åhlin-Kottulinsky | Mattias Ekström Laia Sanz                      | Fraser McConell Cristina Gutiérrez             | Rosberg X Racing                         | Rosberg X Racing                | Johan Kristoffersson Mikaela Åhlin-Kottulinsky |
| 10  | 3. Dezember   | Copper X Prix ( Calama)        | Veloce Racing                                  | Rosberg X Racing                               | X44 Vida Carbon Racing                         | X44 Vida Carbon Racing                   | Rosberg X Racing                | Johan Kristoffersson Mikaela Åhlin-Kottulinsky |
| 10  | 3. Dezember   | Copper X Prix ( Calama)        | Kevin Hansen Molly Taylor                      | Johan Kristoffersson Mikaela Åhlin-Kottulinsky | Fraser McConell Cristina Gutiérrez             | X44 Vida Carbon Racing                   | Rosberg X Racing                | Johan Kristoffersson Mikaela Åhlin-Kottulinsky |